# Campeonato da Europa de Atletismo de 2010 - Salto em altura masculino
A prova do salto em altura masculino do Campeonato da Europa de Atletismo de 2010 foi disputada entre os dias 27 e 29 de julho de 2010 no Lluís Companys em Barcelona,  na Espanha. 

## Recordes
Antes desta competição, os recordes mundiais e do campeonato nesta prova eram os seguintes:
|                       | Nome             | Nacionalidade | Altura  | Local      | Data                |
| --------------------- | ---------------- | ------------- | ------- | ---------- | ------------------- |
| Recorde mundial       | Javier Sotomayor | Cuba          | 2m 45cm | Salamanca  | 27 de julho de 1993 |
| Recorde do campeonato | Andrey Silnov    | Rússia        | 2m 36cm | Gotemburgo | 9 de agosto de 2006 |
| Recorde europeu       | Patrik Sjöberg   | Suécia        | 2m 42cm | Estocolmo  | 30 de junho de 1987 |

## Medalhistas
| Ouro                     | Prata            | Bronze               |
| Aleksander Shustov (RUS) | Ivan Ukhov (RUS) | Martyn Bernard (GBR) |

## Cronograma
Todos os horários são locais (UTC+2).
| Data        | Hora  | Evento       |
| ----------- | ----- | ------------ |
| 27 de julho | 19:10 | Qualificação |
| 29 de julho | 18:30 | Final        |

## Resultados

### Qualificação
Qualificação: Desempenho de 2.28 m (Q) ou os 12 melhores qualificados (q).
| Posição | Grupo | Atleta               | Nacionalidade | 2.10 | 2.15 | 2.19 | 2.23 | 2.26 | Resultados | Notas |
| ------- | ----- | -------------------- | ------------- | ---- | ---- | ---- | ---- | ---- | ---------- | ----- |
| 1       | B     | Ivan Ukhov           | Rússia        | –    | o    | o    | o    | o    | 2.26       | q     |
| 2       | A     | Aleksander Shustov   | Rússia        | –    | xo   | o    | o    | o    | 2.26       | q     |
| 3       | A     | Marco Fassinotti     | Itália        | o    | o    | xxo  | o    | o    | 2.26       | q     |
| 4       | A     | Aleksey Dmitrik      | Rússia        | o    | o    | xxo  | xo   | o    | 2.26       | q     |
| 5       | A     | Jaroslav Bába        | Chéquia       | –    | o    | o    | xo   | xo   | 2.26       | q     |
| 6       | B     | Konstadínos Baniótis | Grécia        | –    | o    | o    | xxo  | xo   | 2.26       | q     |
| 7       | A     | Martyn Bernard       | Reino Unido   | o    | o    | xo   | xxo  | xo   | 2.26       | q     |
| 8       | B     | Linus Thörnblad      | Suécia        | –    | o    | o    | o    | xxo  | 2.26       | q     |
| 9       | A     | Oleksandr Nartov     | Ucrânia       | o    | o    | xxo  | o    | xxo  | 2.26       | q,    |
| 10      | A     | Peter Horak          | Eslováquia    | o    | o    | o    | o    | xxx  | 2.23       | q     |
| 10      | B     | Tom Parsons          | Reino Unido   | –    | o    | o    | o    | xxx  | 2.23       | q     |
| 12      | A     | Sylwester Bednarek   | Polónia       | o    | o    | o    | xo   | xxx  | 2.23       | q     |
| 13      | B     | Wojciech Theiner     | Polónia       | o    | o    | xo   | xo   | xxx  | 2.23       |       |
| 14      | A     | Filippo Campioli     | Itália        | –    | o    | o    | xxo  | xxx  | 2.23       |       |
| 15      | B     | Viktor Ninov         | Bulgária      | xo   | o    | xo   | xxo  | xxx  | 2.23       |       |
| 16      | B     | Konrad Owczarek      | Polónia       | o    | o    | o    | xxx  |      | 2.19       |       |
| 17      | B     | Andriy Protsenko     | Ucrânia       | o    | xo   | o    | xxx  |      | 2.19       |       |
| 18      | B     | Silvano Chesani      | Itália        | o    | o    | xo   | xxx  |      | 2.19       |       |
| 18      | A     | Mihai Donisan        | Roménia       | o    | o    | xo   | xxx  |      | 2.19       |       |
| 18      | B     | Normunds Pūpols      | Letônia       | o    | o    | xo   | xxx  |      | 2.19       |       |
| 21      | B     | Dmytro Demyanyuk     | Ucrânia       | –    | xo   | xo   | xxx  |      | 2.19       |       |
| 21      | A     | Osku Torro           | Finlândia     | –    | xo   | xo   | xxx  |      | 2.19       |       |
| 23      | A     | Martijn Nuijens      | Países Baixos | o    | xo   | xxo  | xxx  |      | 2.19       |       |
| 24      | B     | Javier Bermejo       | Espanha       | o    | o    | xxx  |      |      | 2.15       |       |
| 24      | B     | Rožle Prezelj        | Eslovênia     | o    | o    | xxx  |      |      | 2.15       |       |
| 26      | A     | Janick Klausen       | Dinamarca     | o    | xo   | –    | xxx  |      | 2.15       |       |
| 27      | A     | Simón Siverio        | Espanha       | xo   | xo   | xxx  |      |      | 2.15       |       |

### Final
| Posição           | Atleta               | Nacionalidade | 2.19 | 2.23 | 2.26 | 2.29 | 2.31 | 2.33 | 2.35 | Resultados | Notas                |
| ----------------- | -------------------- | ------------- | ---- | ---- | ---- | ---- | ---- | ---- | ---- | ---------- | -------------------- |
| Medalha de ouro   | Aleksander Shustov   | Rússia        | o    | o    | o    | xo   | xxo  | o    | xxx  | 2.33       | =                    |
| Medalha de prata  | Ivan Ukhov           | Rússia        | o    | xo   | o    | xxo  | xo   | x-   | xx   | 2.31       |                      |
| Medalha de bronze | Martyn Bernard       | Reino Unido   | -    | xxo  | x-   | o    | xxx  |      |      | 2.29       | Recorde da temporada |
| 4                 | Linus Thörnblad      | Suécia        | o    | o    | o    | xo   | xxx  |      |      | 2.29       |                      |
| 5                 | Jaroslav Bába        | Chéquia       | o    | o    | xo   | xxx  |      |      |      | 2.26       |                      |
| 6                 | Oleksandr Nartov     | Ucrânia       | xo   | xxo  | xo   | xxx  |      |      |      | 2.26       | =                    |
| 7                 | Aleksey Dmitrik      | Rússia        | xo   | o    | xxo  | xxx  |      |      |      | 2.26       |                      |
| 8                 | Konstadínos Baniótis | Grécia        | o    | o    | xxx  |      |      |      |      | 2.23       |                      |
| 9                 | Marco Fassinotti     | Itália        | o    | xo   | xxx  |      |      |      |      | 2.23       |                      |
| 10                | Sylwester Bednarek   | Polónia       | o    | xxx  |      |      |      |      |      | 2.19       |                      |
| 10                | Peter Horak          | Eslováquia    | o    | xxx  |      |      |      |      |      | 2.19       |                      |
|                   | Tom Parsons          | Reino Unido   | xxx  |      |      |      |      |      |      | NM         |                      |

Legenda
| Recorde mundial       | Recorde mundial (World record)               |                       | Recorde africano                      | Recorde africano (African) |                                           | Q | Classificado por posição (Qualified) |
| Recorde do campeonato | Recorde do campeonato (Championship record)  | Recorde da América    | Recorde da América (Americas)         | q                          | Classificado por melhor tempo (Qualified) |   |                                      |
| Melhor marca do ano   | Melhor marca do ano (World leading)          | Recorde asiático      | Recorde asiático (Asian)              | DNS                        | Não largou (Did not start)                |   |                                      |
| Recorde nacional      | Recorde nacional (National record)           | Recorde europeu       | Recorde europeu (European)            | DNF                        | Não terminou (Did not finish)             |   |                                      |
| Recorde pessoal       | Recorde pessoal do atleta (Personal best)    | Recorde da Oceania    | Recorde da Oceania (Oceania)          | DSQ / DQ                   | Desclassificado (Disqualified)            |   |                                      |
| Recorde da temporada  | Recorde da temporada do atleta (Season best) | Recorde sul-americano | Recorde sul-americano (South America) | NM                         | Sem marca (No mark)                       |   |                                      |